# Acipenser
Genre
Acipenser (les esturgeons) est un genre de poissons dulçaquicoles de la famille des Acipenseridae. Ces poissons sont originaires d'Europe, d'Asie ou d'Amérique du Nord.

## Description
Les esturgeons ne se reproduisent pas avant 10 ans pour les mâles, vers les 15 ans pour les femelles. Leur développement très lent ne les empêche pas d'atteindre cinq mètres de long pour une masse de 480 kg (et même jusqu'à 8 m et plus de 1 tonne chez la plus grande espèce). Ils peuvent vivre plus d'un siècle.

### Morphologie
Les esturgeons sont remarquables par leur corps garni de cinq rangées longitudinales d’écussons osseux et par leur tête enveloppée d’un solide bouclier d’os dermiques et prolongée par un rostre. La bouche, infère et dépourvue de dents, est en forme de trompe, ce qui leur permet de fouiller la vase pour y saisir les mollusques dont ils font leur nourriture principale.

### Comportement
Chez la plupart des espèces, l’esturgeon passe un à deux ans dans les estuaires avant de poursuivre sa croissance en mer. Ensuite, à l’instar du saumon, il remonte les cours d’eau pour pondre en eau douce. L’esturgeon et le saumon sont des poissons dits « anadromes » (car ils remontent les cours d’eau pour pondre) par opposition aux poissons dits « catadromes », telles les anguilles, qui descendent les cours d’eau pour pondre en mer.

## Élevage

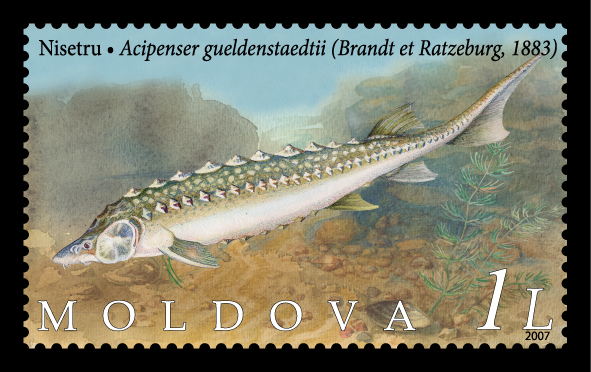
Acipenser gueldenstaedtii

On a annoncé en août 2007 la reproduction réussie d’esturgeons en captivité par des chercheurs français basés à proximité de l’estuaire de la Gironde : après des années d’attente, 9 000 jeunes individus ont ainsi été obtenus à partir d’un même couple d’adultes. Ces chercheurs comptent relâcher ces jeunes esturgeons dans leur milieu naturel au cours de septembre 2007. Ce succès permet d'augurer la sauvegarde de l’espèce d’autant que ce couple fait partie d’une petite centaine d’adultes (et subadultes) élevés en captivité dans le même but. Et il est donc, dès lors, raisonnable de s’attendre à d’autres pontes viables dans les années à venir.
Et en effet, en avril 2011, on comptait pas moins de 16 entreprises d'élevage le long de la Gironde et de la Dordogne et même une en Lorraine. L'espèce utilisée principalement est l'esturgeon d'Europe (Acipenser sturio), mais d'autres espèces interviennent également en élevage, notamment l'esturgeon sibérien (Acipenser baeri) qui a l'avantage d'atteindre sa maturité (pour les œufs) en moins de 7 ans (7 ans étant le cas de la première espèce).
Cette réussite pourrait servir de modèle pour la sauvegarde des autres espèces menacées d’esturgeons et autres espèces de poissons dulçaquicoles. Une campagne internationale de sensibilisation à ce sujet pourrait jouer un rôle de tout premier plan.
Gravement menacé par la pêche intensive pour son caviar, l'esturgeon est une espèce protégée en France depuis 1982.

## Liste des espèces
| Selon FishBase (29 janvier 2016) : - Acipenser baerii Brandt, 1869 — esturgeon sibérien - Acipenser brevirostrum Lesueur, 1818 — esturgeon à museau court - Acipenser dabryanus Duméril, 1869 — esturgeon du Yang Tsé - Acipenser fulvescens Rafinesque, 1817 — esturgeon jaune - Acipenser gueldenstaedtii Brandt & Ratzeburg, 1833 — esturgeon du Danube, osciètre - Acipenser medirostris Ayres, 1854 — esturgeon vert - Acipenser mikadoi Hilgendorf, 1892 - Acipenser naccarii Bonaparte, 1836 - Acipenser nudiventris Lovetsky, 1828 - Acipenser oxyrinchus Mitchill, 1815 — esturgeon noir d'Amérique - Acipenser persicus Borodin, 1897 - Acipenser ruthenus Linnaeus, 1758 — esturgeon de Sibérie, ou sterlet - Acipenser schrenckii Brandt, 1869 - Acipenser sinensis Gray, 1835 - Acipenser stellatus Pallas, 1771 — esturgeon étoilé, sevruga - Acipenser sturio Linnaeus, 1758 — esturgeon d'Europe - Acipenser transmontanus Richardson, 1836 — esturgeon blanc | Selon ITIS (29 janvier 2016) : - Acipenser albertensis Lambe, 1902 - Acipenser baerii Brandt, 1869 - Acipenser brevirostrum Lesueur, 1818 - Acipenser dabryanus Duméril, 1869 - Acipenser fulvescens Rafinesque, 1817 - Acipenser gueldenstaedtii Brandt & Ratzeburg, 1833 - Acipenser kikuchii Jordan & Snyder, 1901 - Acipenser medirostris Ayres, 1854 - Acipenser multiscutatus Tanaka, 1908 - Acipenser naccarii Bonaparte, 1836 - Acipenser nudiventris Lovetsky, 1828 - Acipenser ornatus Leidy, 1873 - Acipenser oxyrinchus Mitchill, 1815 - Acipenser persicus Borodin, 1897 - Acipenser ruthenus Linnaeus, 1758 - Acipenser schrenckii Brandt, 1869 - Acipenser sinensis Gray, 1835 - Acipenser stellatus Pallas, 1771 - Acipenser sturio Linnaeus, 1758 - Acipenser toliapicus Agassiz, 1844 - Acipenser transmontanus Richardson, 1836 |

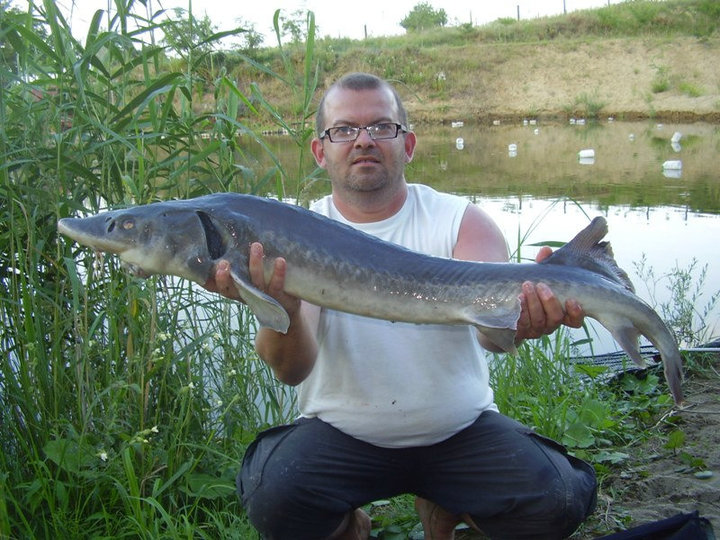
Acipenser baerii
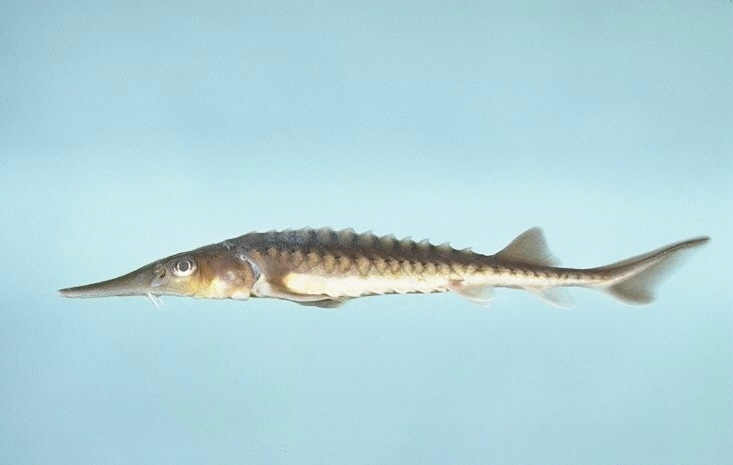
Acipenser brevirostrum
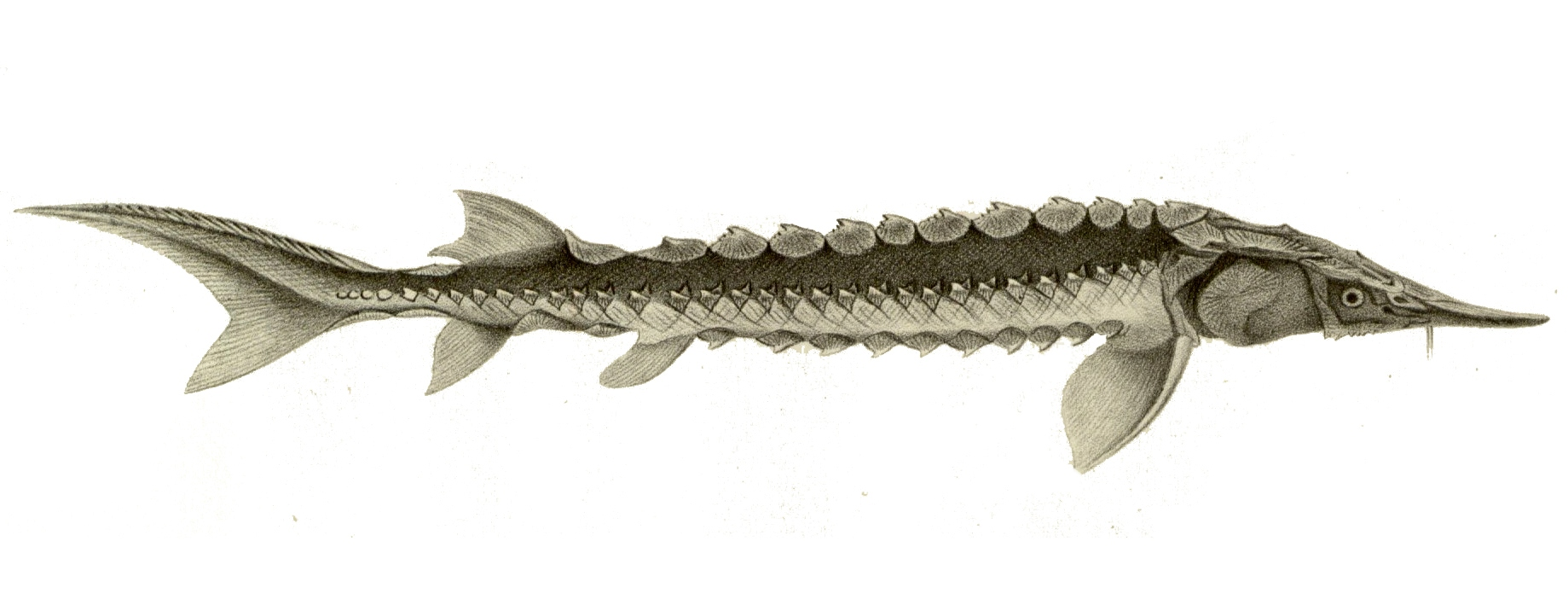
Acipenser dabryanus
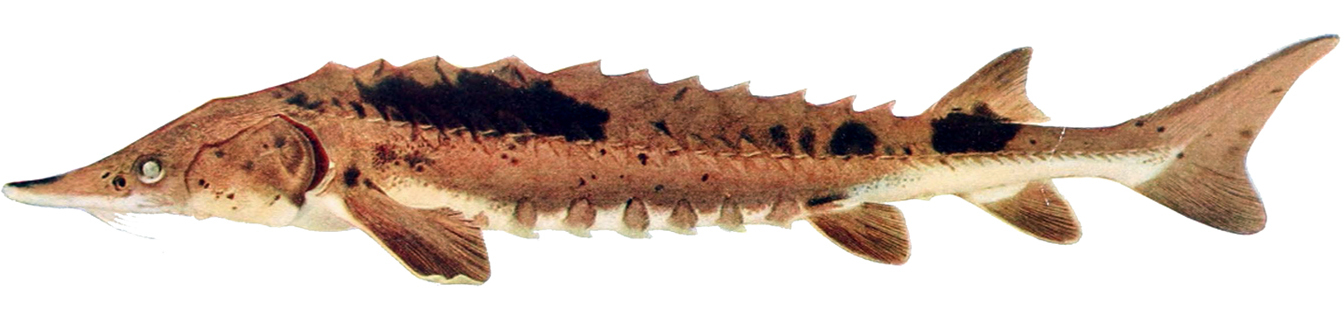
Acipenser fulvescens
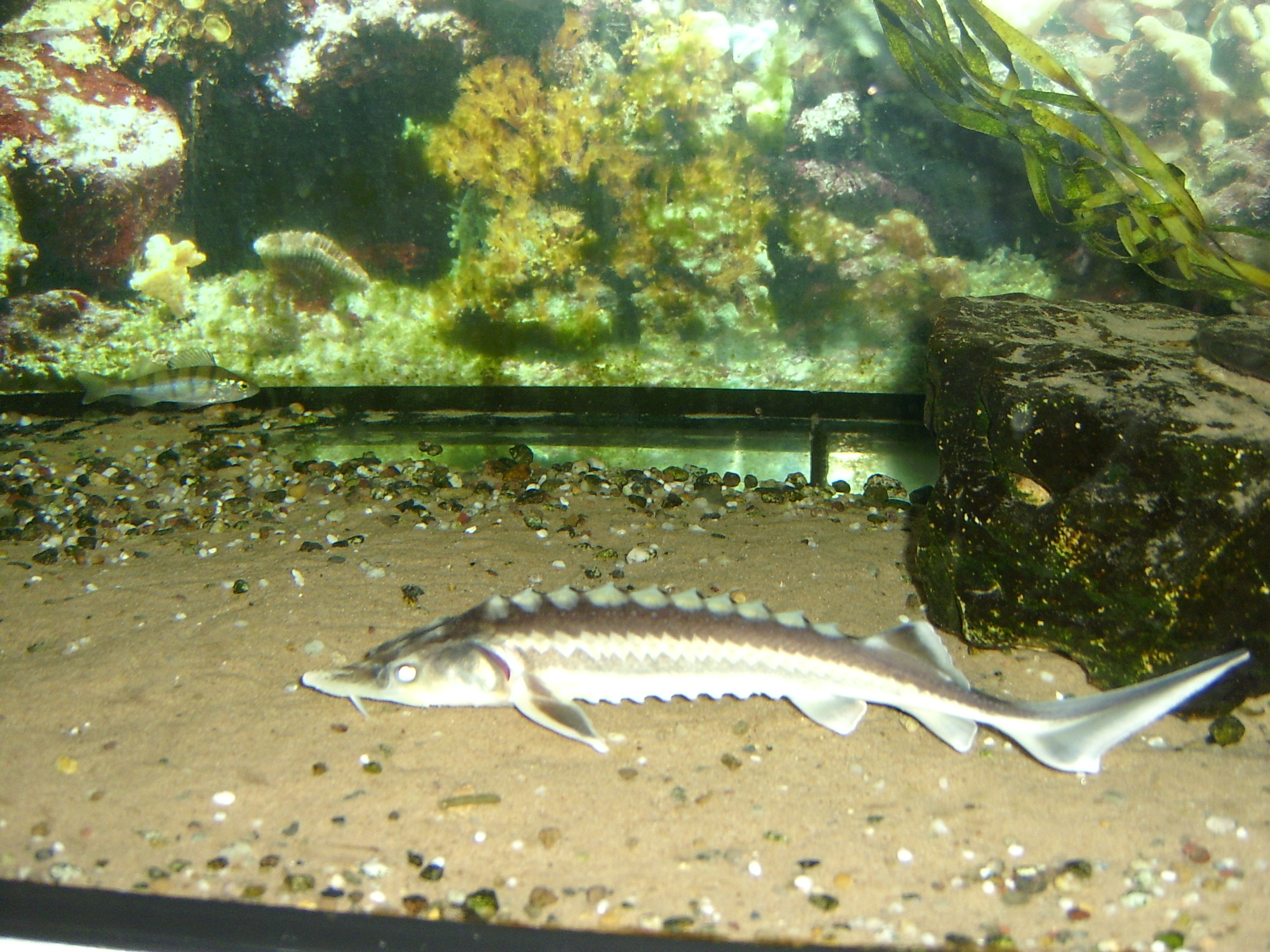
Acipenser gueldenstaedtii
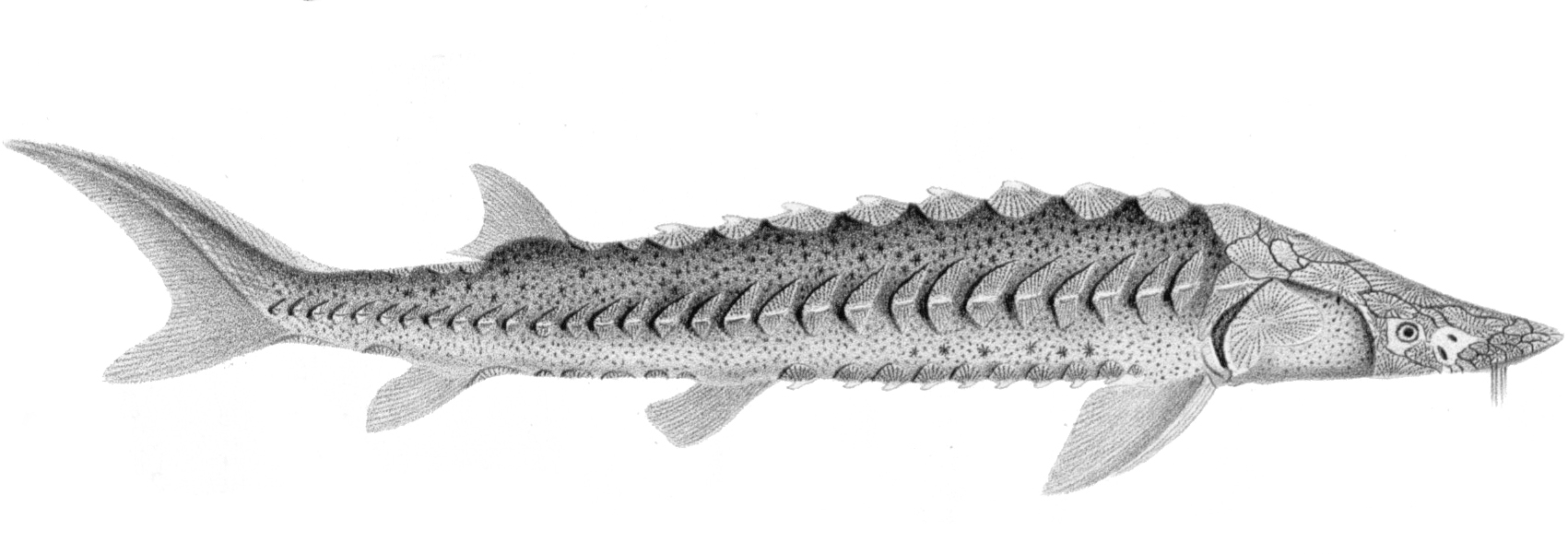
Acipenser medirostris
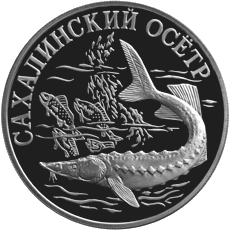
Acipenser mikadoi
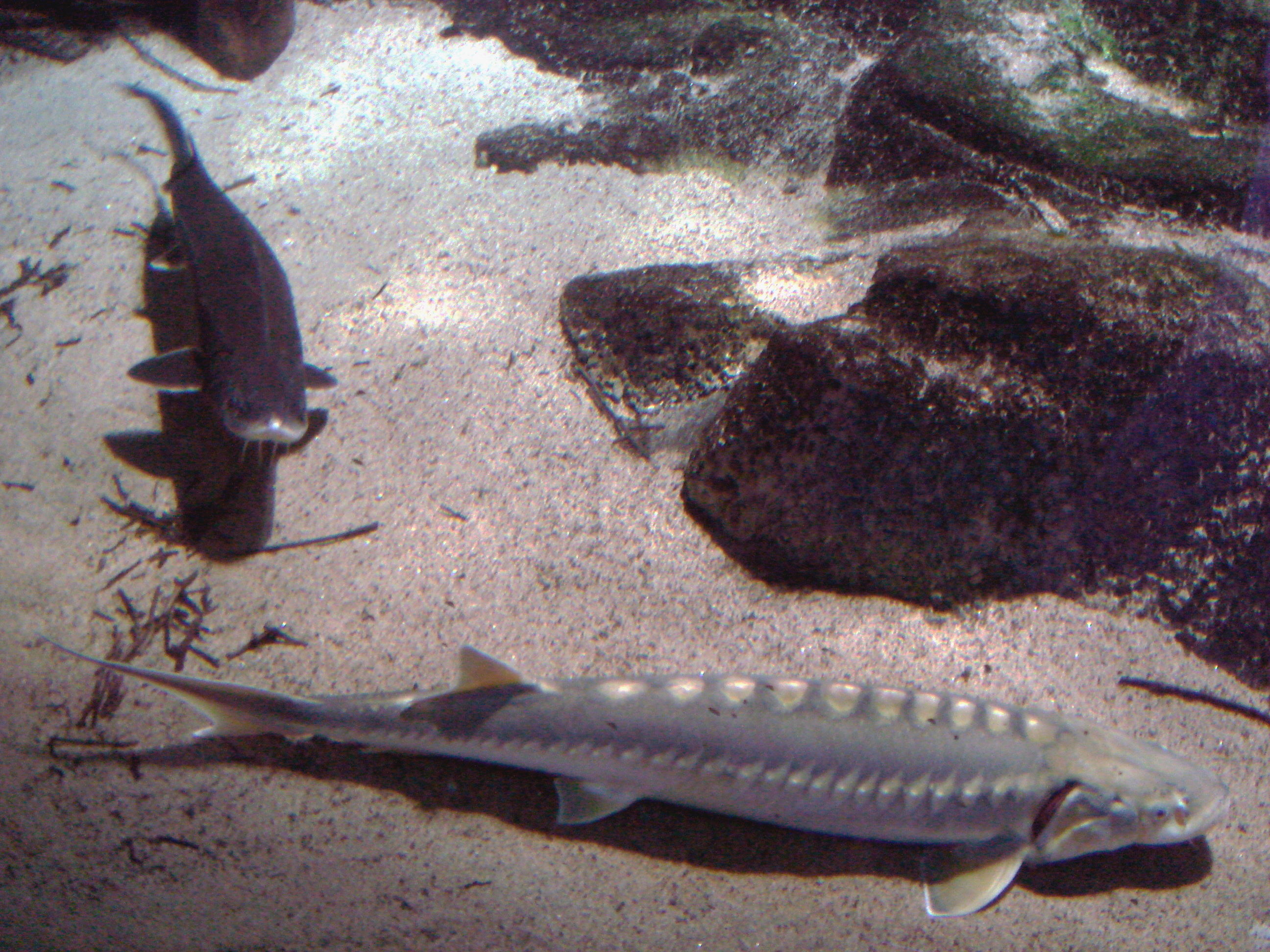
Acipenser naccarii
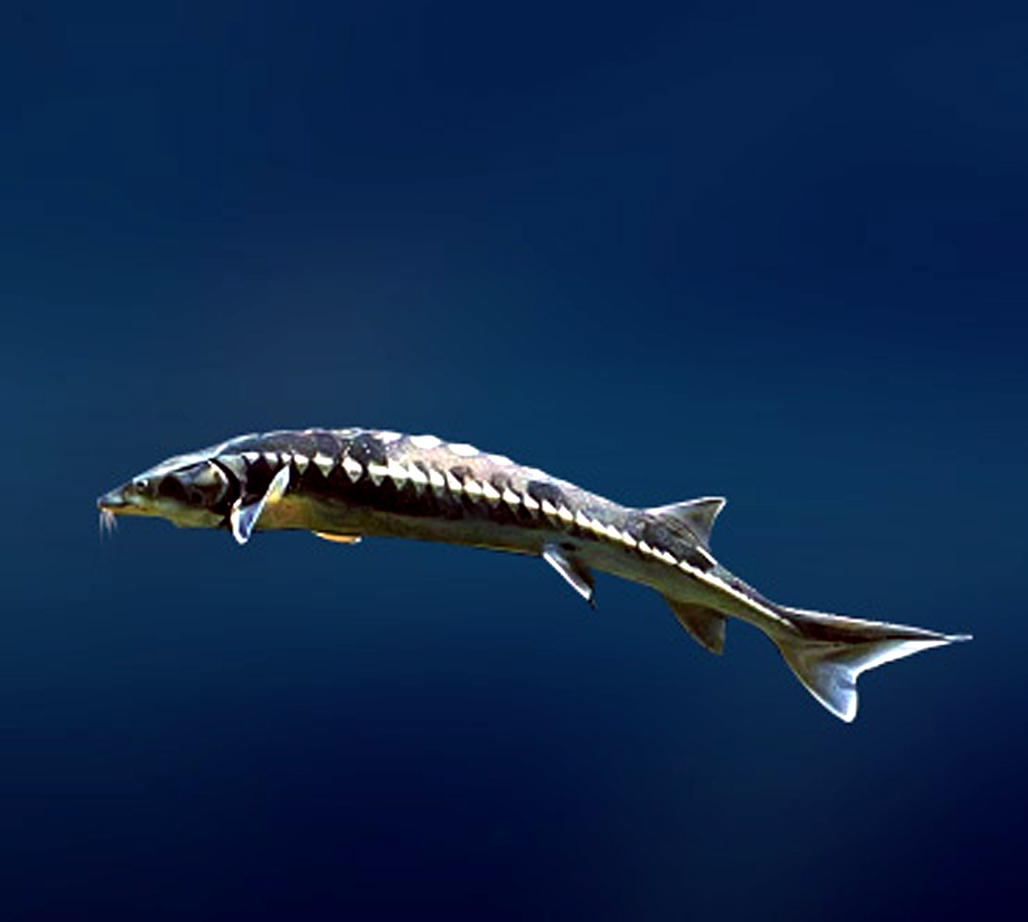
Acipenser nudiventris
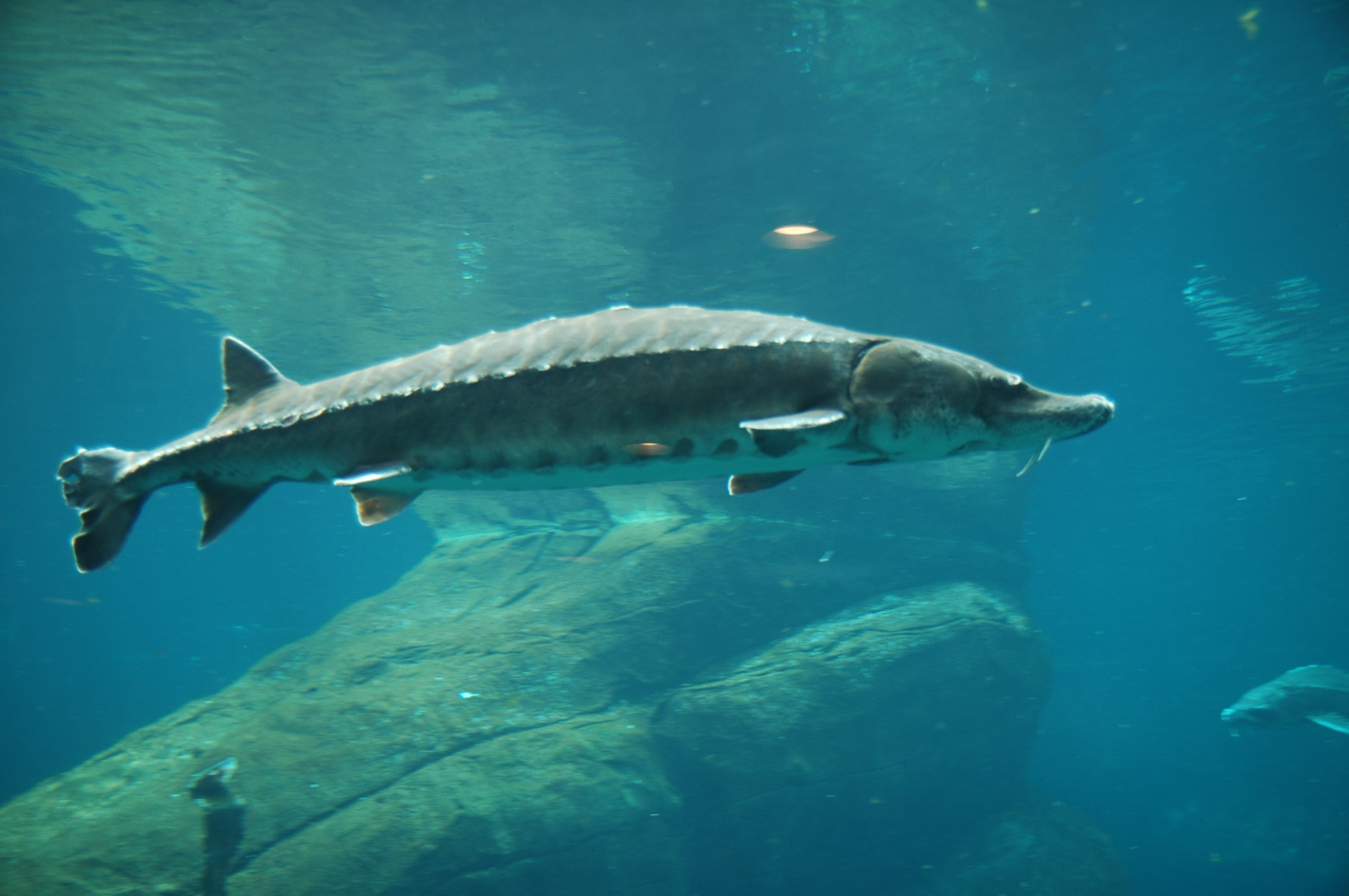
Acipenser oxyrinchus
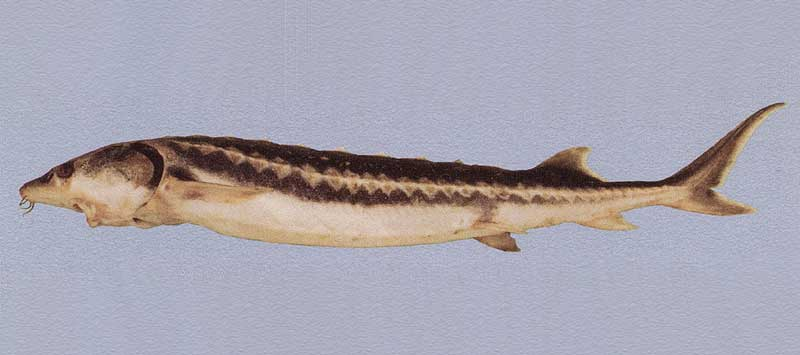
Acipenser persicus
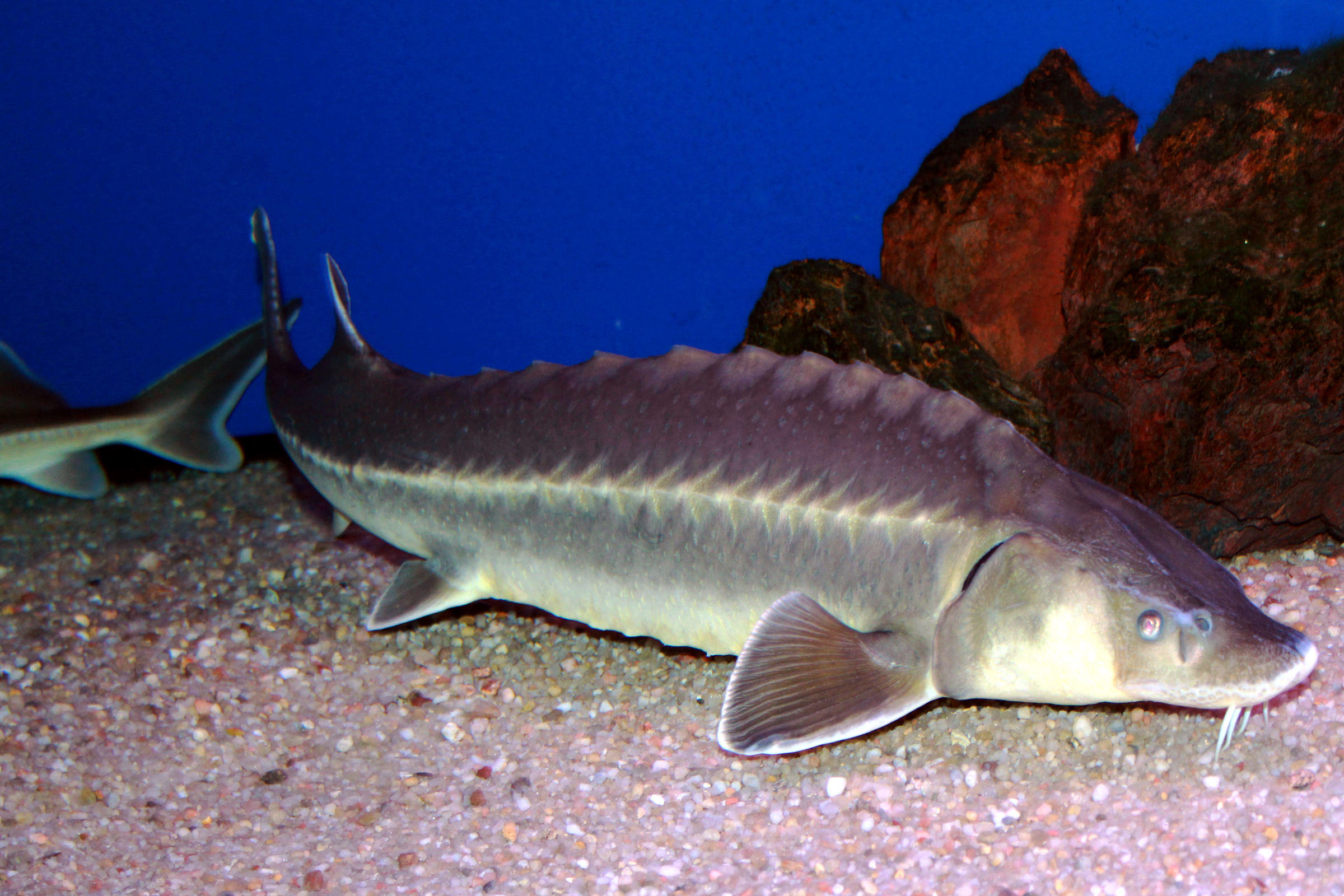
Acipenser ruthenus
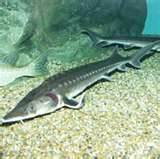
Acipenser schrenckii
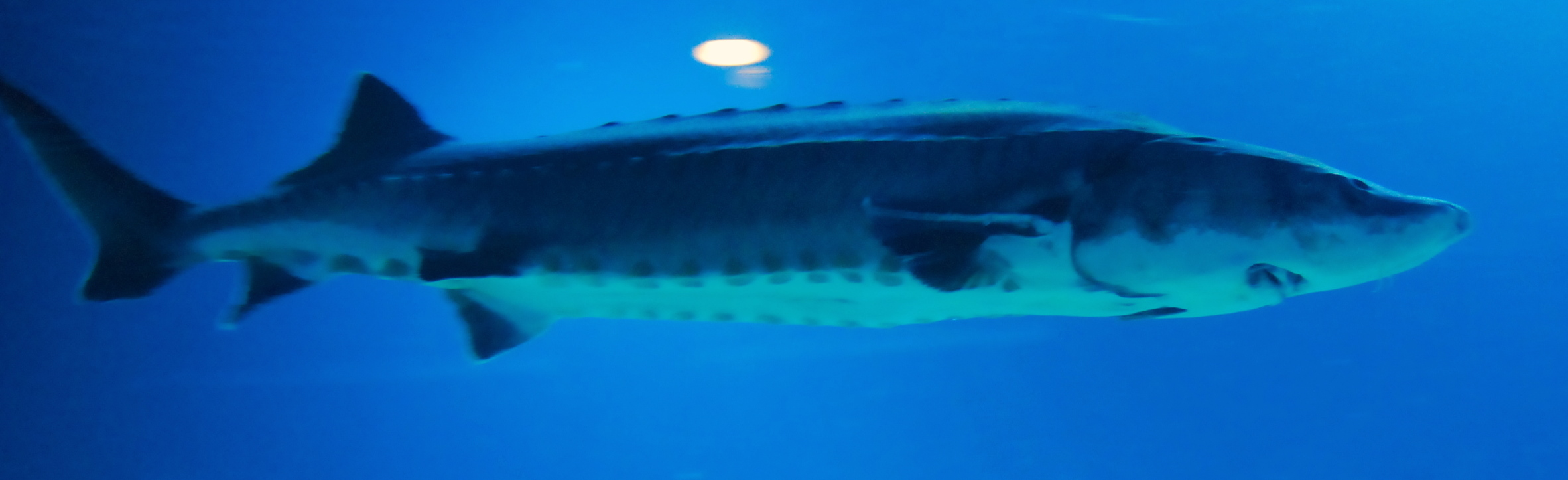
Acipenser sinensis
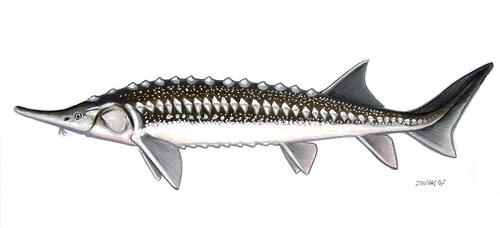
Acipenser stellatus
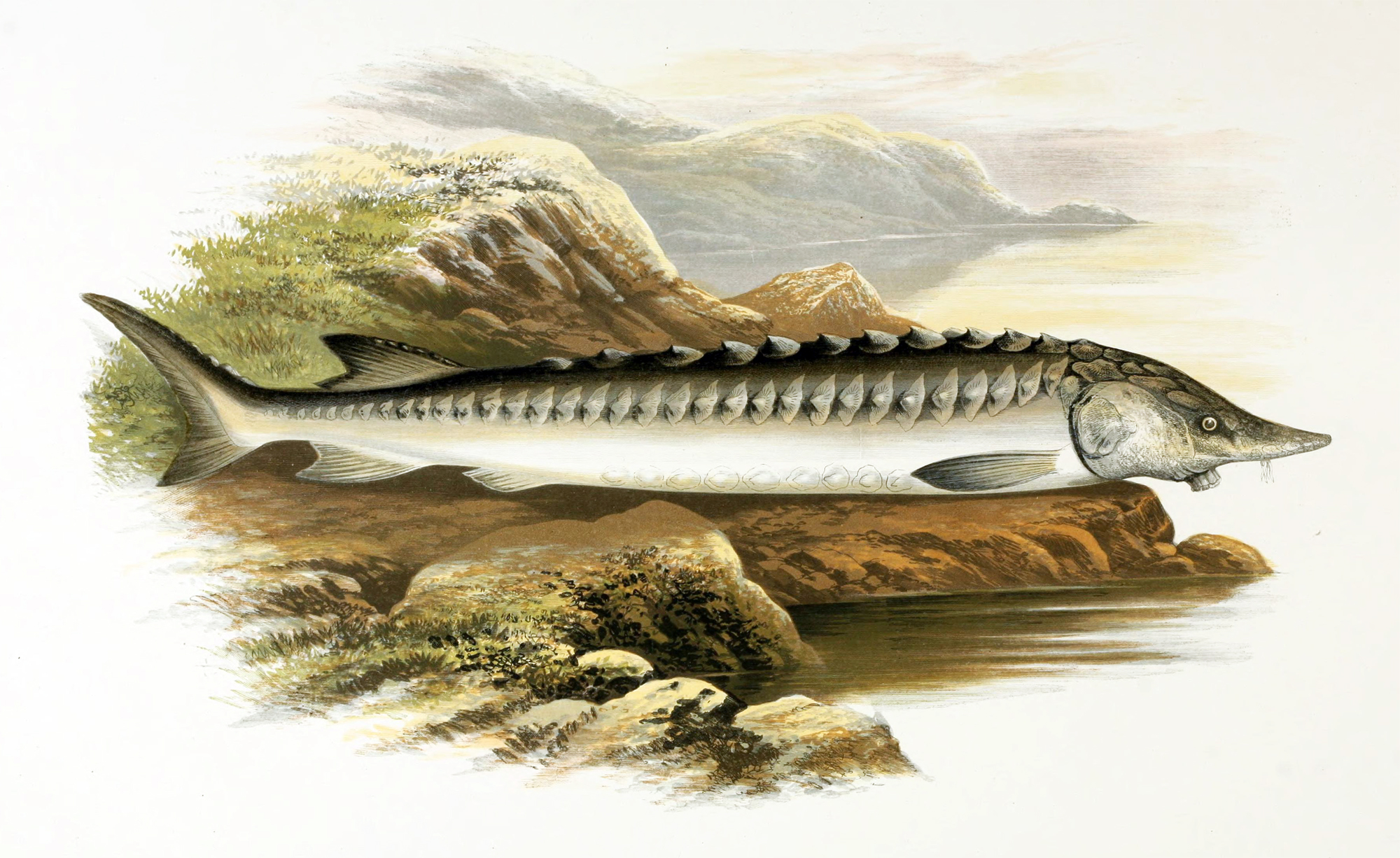
Acipenser sturio
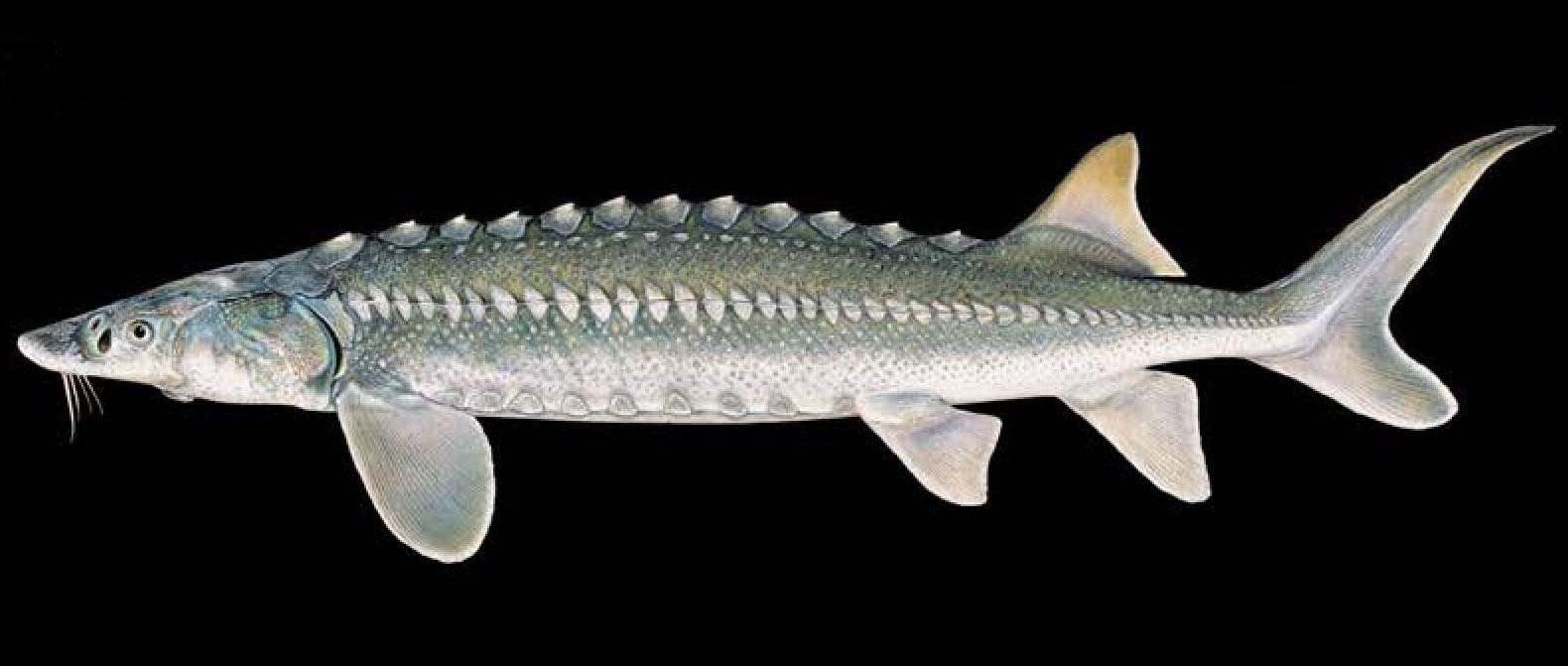
Acipenser transmontanus